# Bistorta diopetes
Bistorta diopetes är en slideväxtart som beskrevs av H. Ohba & S. Akiyama. Bistorta diopetes ingår i släktet ormrötter, och familjen slideväxter. Inga underarter finns listade i Catalogue of Life.